# Prailles

Prailles este o comună în departamentul Deux-Sèvres, Franța. În 2009 avea o populație de 666 de locuitori.